# St. Michan’s Church

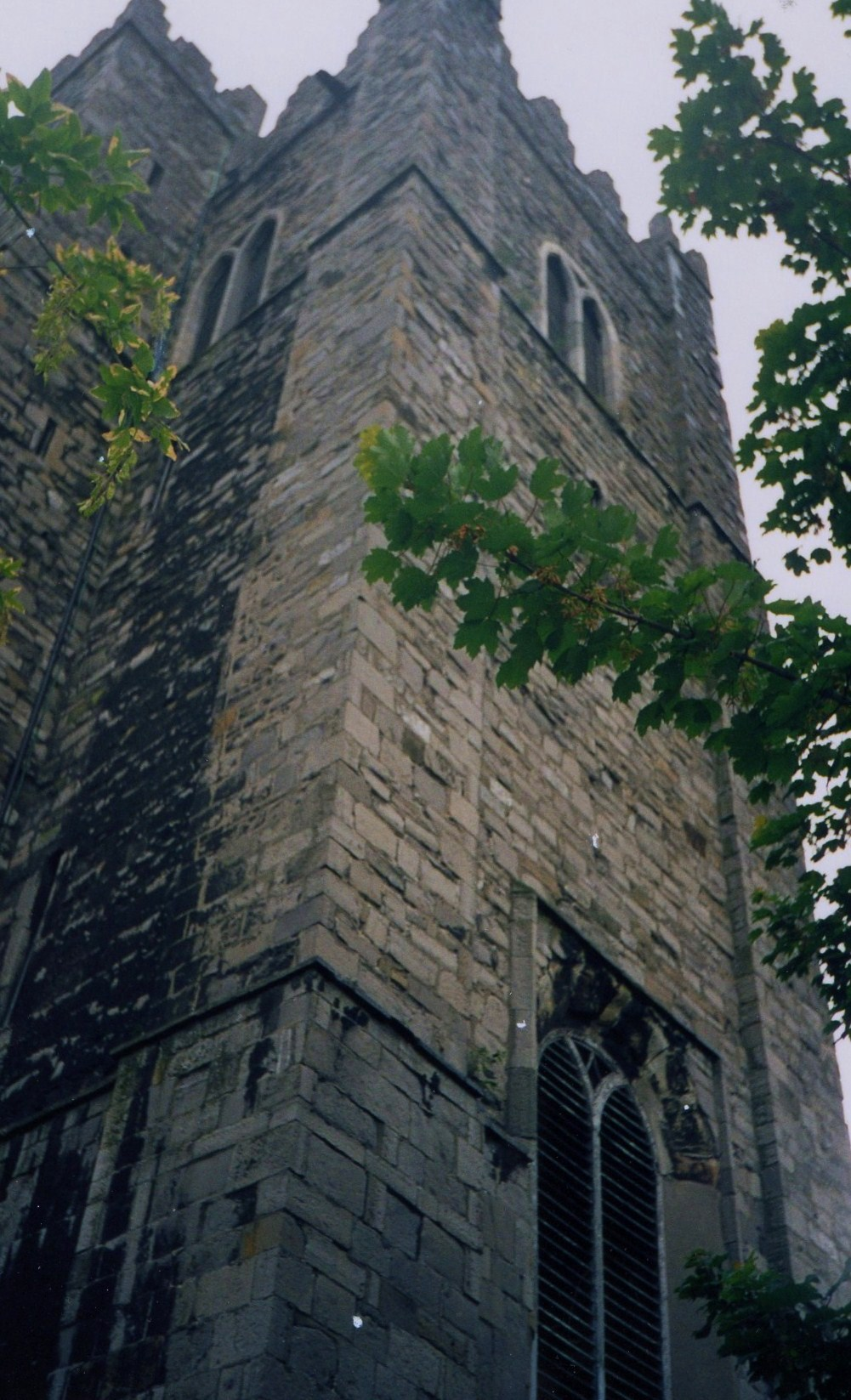
Kirchturm

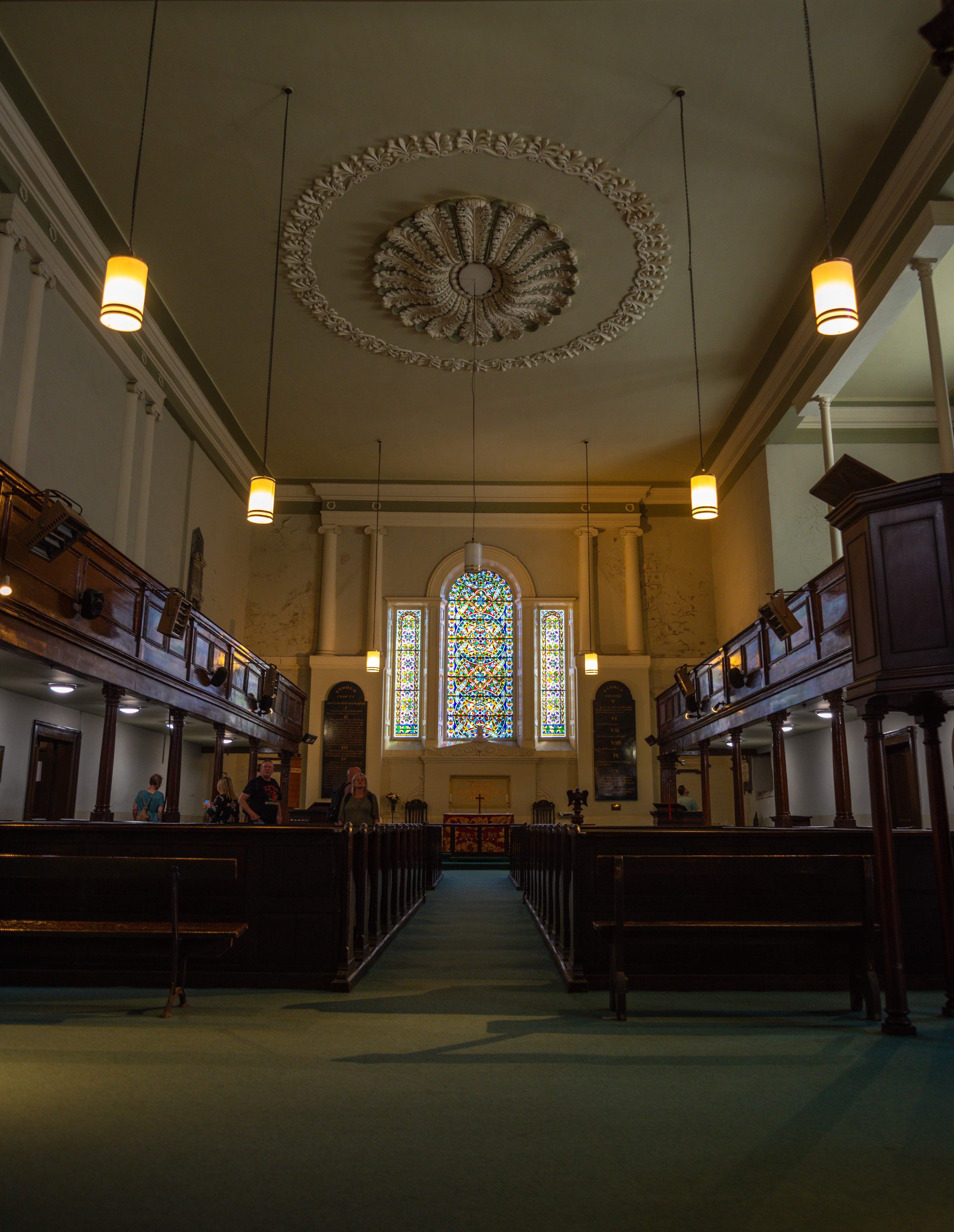
Inneres Richtung Chor

Die St. Michan’s Church (irisch Cill Michin dt. St.-Michan-Kirche) in Dublin geht auf eine Kapelle aus dänischer Zeit (um 1095) während des Königreichs Dublin zurück. Der heutige Bau stammt aus dem Jahr 1668. Bekannt geworden ist sie durch die mumifizierten Toten in der Krypta.
Die Kirche gehört zur anglikanischen Church of Ireland.

## Geschichte
Die Kirche steht in einem Armenviertel von Dublin in der Church Street in der Nähe des früheren Frucht und Gemüsemarktes. Sie ist die älteste Pfarrkirche der Stadt nördlich des Flusses Liffey. Sie geht auf eine dänische Kapelle aus dem Jahr 1095 zurück. Der heutige Bau stammt aus dem Jahr 1685. Dabei wurde nach Einschätzung des Kunsthistorikers Harold G. Leask der Kirchturm mit seinen nachgotischen Formen nicht von einem mittelalterlichen Vorgängerbau übernommen, sondern gemeinsam mit der Kirche neu errichtet. Erstmals renoviert wurde die Kirche 1825. Weitere Veränderungen fanden 1865 statt.
Die Kirche verfügt über eine teilweise alte Ausstattung. Die Orgel datiert aus dem Jahr 1724. Angeblich soll Georg Friedrich Händel auf der Orgel zum ersten Mal seinen Messiah öffentlich aufgeführt haben.

## Krypta
Bekannt geworden ist die Kirche durch ihre Krypta mit zahlreichen mumifizierten Leichen. Die meisten Leichen stammen aus dem 17.–19. Jahrhundert. Eine angebliche Leiche eines mittelalterlichen Kreuzfahrers ist tatsächlich nur 650 Jahre alt.
Das Erstaunliche ist, dass die Toten nicht zu Staub wurden, sondern sich auf natürliche Weise, ohne künstliche Mittel mumifizierten. Die Körper sind vollkommen unversehrt geblieben, das Fleisch schrumpfte lederartig zusammen, ohne aber zu verwesen und zu vermodern. In der Krypta sind weder Verwesungserscheinungen festzustellen, noch ist Modergeruch wahrzunehmen, obwohl die Bakterien freien Zutritt haben und die Luft ungehindert einströmen kann.
Von Wissenschaftlern wurden verschiedene Experimente unternommen, um dem natürlichen Mumifizierungsprozess auf die Spur zu kommen. So wurden wiederholt Bakterienkulturen ausgesetzt. Tierkadaver, die versuchsweise in die Krypta gebracht wurden, verwesten nicht, sondern trockneten ein, schrumpften zusammen und waren wenige Wochen später zäh wie Leder geworden. Bis Mitte des 20. Jahrhunderts war es keinem der zahlreichen Gelehrten gelungen, dem Geheimnis der Mumien von St. Michan auf die Spur zu kommen.
Später fand man heraus, warum die Körper immer noch sehr intakt sind: Magnesium-Kalk-Wände führen dazu, dass die sehr trockene Luft in den Gewölben als Konservierungsmittel für die Körper dient.
Die Kirche wurde seit der viktorianischen Zeit zu einer Publikumsattraktion. Auch Bram Stoker soll die Kirche besucht haben.